# Mkansa
Mkansa (en àrab امكناسة, al-Mknāsa) és una comuna rural de la província de Taounate de la regió de Fes-Meknès, al Marroc. Segons el cens de 2014 tenia una població total de 23.155 persones.